# Aeroportul Bob Sikes
Aeroportul Bob Sikes (IATA: CEW, ICAO: KCEW, FAA LID: CEW) este un aeroport din Florida, Statele Unite ale Americii ce deservește zona Crestview⁠(d). Aeroportul a fost tranzitat în 2017 de 48 de pasageri.
Situat la o altitudine de 65 m, aeroportul dispune de 1 pistă.

## Infrastructură

### Piste
Aeroportul dispune de o singură pistă. Pista 17/35 are suprafața de asfalt și dimensiunile 8.004 picioare × 150 picioare. 